# Дејтланд (Аризона)
Дејтланд (енгл. Dateland) насељено је место без административног статуса у америчкој савезној држави Аризона.

## Демографија
По попису из 2010. године број становника је 416.
| Група             | 2000.    | 2010.       |
| Белци             | 0 (0,0%) | 166 (39,9%) |
| Афроамериканци    | 0 (0,0%) | 0 (0,0%)    |
| Азијати           | 0 (0,0%) | 1 (0,2%)    |
| Хиспаноамериканци | 0 (0,0%) | 247 (59,4%) |
| Укупно            | 0        | 416         |